# 川上胤三

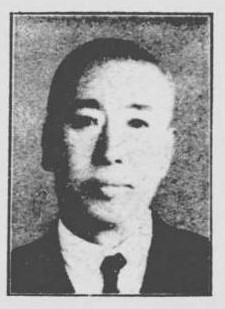
川上胤三

川上 胤三（かわかみ たねぞう、1887年（明治20年）3月20日 - 1944年（昭和19年）12月26日）は、昭和時代戦前の政治家、実業家。衆議院議員（1期）。

## 経歴
大阪府に生まれる。大阪実業学館を卒業する。川上回漕店を経営し、日支運輸社長、国産研磨材料取締役、大阪商工会議所議員、同交通部長、同実業組合連合会理事などを歴任した。
1942年（昭和17年）4月の第21回衆議院議員総選挙では大阪府第1区から翼賛政治体制協議会推薦で出馬し当選したが、在任中に死去した。議員在任中は、戦時特別調停委員、逓信省委員などを務めた。